# Ammar Ramadan
Pour les articles homonymes, voir Ramadan (homonymie).
Ammar Manaf Ramadan (en arabe : عمار مناف رمضان), né le 5 janvier 2001 à Idleb, est un footballeur syrien qui évolue au poste d'attaquant au DAC Dunajská Streda.

## Biographie
Né à Idleb, dans le nord de la Syrie, Ammar est le fils de Munaf Ramadan (en), ancien footballeur international syrien,,,.
Le jeune Ammar découvre très tôt le football en Syrie sous l'impulsion de son père, mais les Ramadan subissent alors la guerre civile qui frappe leur pays, finissant par rejoindre l'Italie en octobre 2015,,, après un bref passage au Qatar, où Amar joue au Al-Khor SC.

### Carrière en club
Dans la péninsule italienne, Ammar rejoint d'abord le Cimiano Calcio, club amateur de Milan, partenaire de l'AC Milan, où il s'illustre rapidement, marquant notamment 13 buts en 5 matchs avec les équipes de jeunes,,,.
Il attire ainsi rapidement les regards des grandes écuries italiennes, le Milan bien sur, mais aussi l'Inter, le Torino, l'Atalanta ou encore la Juventus. Et c'est finalement ces derniers qui ravissent le jeune joueur du cercle milanais en 2016, profitant notamment de sa connexion avec Mattia De Sciglio, joueur turinois et ancien du Cimiano Calcio,,.
Mais malgré ses coups d'éclat avec les moins de 17 ans sous les ordres de Davide Cei, le jeune syrien voit ses opportunités limitées avec la Juve, notamment en Primavera, quittant ainsi le club de Turin au milieu de la saison 2018-19.
En janvier 2019, Ammar Ramadan rejoint l'équipe hongroise du Ferencváros,, où il signe son premier contrat professionnel un an après,. Il y joue son premier match professionnel le 23 juin 2020, lors d'une défaite 1-0 contre Fehérvár, faisant ainsi partie de l'effectif qui remporte le championnat 2019-2020 avec Ferencváros.
Lors de la saison 2020-21 il est prêté à l'équipe de NB II du Soroksár.

### Carrière en sélection
Ammar Ramadan est international Syrien en équipes de jeunes, d'abord avec les moins de 17 ans, marquant 5 buts en 21 matchs. Il prend ensuite part aux qualifications pour le Championnat d'Asie des moins de 19 ans, où il marque plusieurs buts décisifs spectaculaires en 2017 (en),,, puis 2019 (en).

## Style de jeu
Attaquant polyvalent, Ramadan est capable de jouer autant en meneur de jeu offensif, que sur les ailes ou comme deuxième attaquant, évoluant même dans un poste de milieu de terrain plus reculé à la Juventus.
Il est décrit comme un joueur rapide et agile, avec le but facile, dont le profil est alors comparé à Paulo Dybala, star de la Juve alors que Ramadan en fréquente l'accadémie,,.

## Palmarès
| Ferencváros TC - Championnat de Hongrie (1) : - Champion en 2019-20. |